# ラウル・ロハス
ラウル・ロハス（Raul Rojas、1941年11月5日 - 2012年5月20日）は、アメリカ合衆国出身の男性元プロボクサー。メキシコ系アメリカ人。カリフォルニア州サンペドロ生まれ。身長163cm、リーチ157cm。元WBA世界フェザー級チャンピオン。

## 来歴
1963年1月15日、プロデビュー。以後1引分けを挟んで23連勝を飾り、1965年5月7日に無敗のまま時のWBA・WBC世界フェザー級王者ビセンテ・サルディバルに挑んだ。強豪王者相手に健闘したが、最終回に力尽き15回KO負け。
1968年3月28日、空位のWBA世界フェザー級王座決定戦でエンリケ・ヒギンズを判定に破り、念願のタイトルを獲得した。
1968年6月6日の西城正三とのノンタイトル戦で敗れ、同年9月28日に今度はタイトルを賭け西城と戦うが、そのスピードについて行けず15回判定負け、初防衛はならなかった。
1970年9月27日、階級をジュニアライト級に上げ、沼田義明の持つWBC王座に挑戦した。4回まではロハス優勢の展開だったが、5回、沼田の放ったただ一撃の右アッパーカットに沈み、KO負けを喫した。同年引退。
2012年5月20日死亡。

## 通算戦績
47戦38勝（24KO）7敗2引分け